# مرتضی شریف‌زاده خاوری
مرتضی شریف‌زاده خاوری  از سیاستمداران ایرانی بود، که در دوره‌ پانزدهم بعنوان نماینده ساری و تنکابن در مجلس شورای ملی حضور داشت.